# 不可知論
不可知論（ふかちろん、英: agnosticism）は「物事の本質は我々には知り得ず、認識することが不可能である」とする立場のこと。

## 概説
不可知論というのは、「事物の根本的な本質といえるものを我々は認識することができず知る余地がない」とし、我々が経験しえないようなことを問題として扱うことを拒否しようとする立場である。現代の哲学で言えば、哲学用語で言う現象を越えること、我々の感覚にあらわれる内容を越えることまでは知ることができない、として扱うことを拒否する立場である。
agnosticismという表現は、トマス・ヘンリー・ハクスリーが自分の立場を言い表すために用いられはじめた、という。それは1868年（あるいは1869年）だという。
R.H.ハットンの1881年3月13日付けの書簡によれば、この語は、1869年のある晩、Metaphysical Societyの結成以前に、Clapham Commonにあるジェームズ・Knowles邸で開かれた、あるパーティーでハクスリー教授によって提唱されたものである。彼は、それを聖パウロの『使徒言行録』の第17章23節の「知られざる神」の祭壇の言及から採った。
カント以降の「物自体は不可知だ」とする考えも不可知論である。
不可知論は本質的な存在については認識不可能だとする。そのような主張に至るには、懐疑論・現象学・実証主義などの立場によるものがある。
不可知論のなかにもさまざまなタイプがあり、存在を絶対のものとして、認識を言葉以上のものではないとする立場があり、また、認識が不可能であることを認めつつも本質的存在自体を想定することは可能であるとする立場もある。
宗教的不可知論のひとつのタイプとしては「神は『いる』とも、『いない』とも言えないのだ」とする中立的不可知論がある。他に、政治的な意図から無神論者であると言明するのがはばかられる場合に用いられることもあるが、これは政治的な運動であるマルクス・レーニン主義者や科学原理主義者などの無神論者からは "相対主義的だ"などと批判されることがあった。

## 歴史
古代ギリシアのピュロンなども不可知論者に入れることができる。
古代インドのサンジャヤ・ベーラッティプッタという、ブッダと同時代の人物も不可知論者とされることがある。
釈迦（ガウタマ・シッダールタ）は神の存在については肯定も否定もしなかったとされる。ただし、釈迦は仏教の開祖として宗教の枠組みの中に取り込まれた存在であるため、仏教が分派発展していく過程で釈迦が絶対的な存在を肯定している教典が多数存在する。
古代中国においては孔子が「怪力乱神を語らず」という立場であり、これも不可知論者と見ることもできる。
ヨーロッパの中世ではグノーシス派などが「gnosis グノーシス」によって神の本体を直接に知ることができる、としたのに対して、ローマ・カトリック教会では、神の存在は、人間理性にもともと備わる「自然の光」によって知られるが、神の本体そのものは知られない、神は人間には鏡に映る姿のようにおぼろであり、神と直接に対面することになるのは別の世においてである、とした。
近世では、哲学的な説として不可知論が再登場した。人間は有限な存在で知力が限られており、世界自体が何であるかを知る道はないとする説である。人間の知識というのは、印象と観念に限られて、それらを越えたことは知識の対象にならない、というデイヴィッド・ヒュームの主張も不可知論の一種ととらえることができる。また、カントが『純粋理性批判』において示した、物自体は認識できずかつ知り得るものではなく、人は主観形式である時間・空間のうちに与えられた現象だけを認識可能な能力のみがある、とする考え方も一種の不可知論となる。
「positivism ポジティヴィズム」（日本語訳では「実証主義」と訳されている）というのは、もともとの表現からも分かるように（神が）人間の感覚に与えているもの（現れさせているもの）だけを問題として扱い（議論し）、その他のことは扱うのは止めよう、とする意味が込められた表現であり、知識を経験可能なことに関するものだけに限ろうとしており感覚に現れないことは「形而上学」として排除しようとする手法であるが、もともとその根底には不可知論がある、と言える。こうした傾向は論理実証主義にも継承された。

## 人口統計

国ごとにおける無宗教人口の割合, 2010

ヨーロッパ各国において「いわゆる霊や神、生の飛躍などの存在を信じない」国民の割合 (2005)

人口統計調査では通常、細かく無宗教の人間を区別しないため、不可知論者は無神論者やその他の無宗教者と同じカテゴリーに分類されることが多い。
ブリタニカ百科事典に掲載された2010年の調査では、不可知論者や無宗教の人口は世界人口の約9.6％を占めていた。また2006年11月から12月にかけてフィナンシャル・タイムズ紙に掲載された世論調査では、アメリカとヨーロッパ5カ国における宗教の割合が示されている。アメリカの不可知論者の割合は14％であったが、調査対象となったヨーロッパ諸国における不可知論者の割合は： イタリア（20％）、スペイン（30％）、イギリス（35％）、ドイツ（25％）、フランス（32％）と高水準であった。
他にもピュー・リサーチ・センターの実施した調査によれば、世界の人々の約16％、キリスト教とイスラム教に次いで3番目に大きなグループが不可知論者であることがわかっており、2012年の報告からは、不可知論者はアメリカの成人人口の3.3％を占めていることも判明している。また同機関の発表した。「米国の宗教景観調査」では、不可知論者の55％が「神や普遍的な精神を信じている」と回答した一方、41％が「ほとんどの人が宗教を信仰している社会環境で無宗教であること」に緊張感を感じていると思うと回答している。
そしてオーストラリア統計局の調査報告（2021年版）によると、オーストラリア人の38.9％が「無宗教」であり、不可知論者もこのカテゴリーに含まれる。さらに日本人の64％から65％、ベトナム人の最大81％が無神論者、不可知論者、あるいは神を信じていないとある。また欧州連合（EU）の公式調査によると、EU人口の3％が神や霊魂を信じるかどうかわからないと回答している。